# 格雷姆·布鲁尔
格雷姆·布鲁尔（英語：Graeme Brewer，1958年12月1日—），澳大利亚男子游泳运动员。他曾代表澳大利亚参加1980年和1984年夏季奥林匹克运动会游泳比赛，其中1980年奥运会获得一枚铜牌。